# Cibentar
Cibentar is een bestuurslaag in het regentschap Majalengka van de provincie West-Java, Indonesië. Cibentar telt 3759 inwoners (volkstelling 2010).